# Empleurus
Empleurus är ett släkte av skalbaggar. Empleurus ingår i familjen vivlar.
Kladogram enligt Catalogue of Life:
| Empleurus | \| \| Empleurus dentipes \| \| \| \| |
|           | \| \| Empleurus dentipes \| \| \| \| |
|           | Empleurus dentipes                   |
|           |                                      |